# Simon av Sicilien
Simon av Sicilien, född 1093, död 1105, var en monark (greve) av Sicilien från 1101 till 1105.